# وزارت‌خانه‌های ژاپن
وزارتخانه‌های ژاپن تأثیرگذارترین قسمت در قوه مجریه دولت ژاپن هستند. ریاست هر وزارتخانه توسط وزیری که نخست‌وزیر منصوب می‌کند، اداره می‌شود. در سیاست‌های پس از جنگ، پست‌های وزرا به قانون گذاران ارشد، بیشتر از حزب حزب لیبرال دموکرات، داده شده‌است.

## دفتر کابینه
دفتر کابینه وظیفه رسیدگی به امور روزمره کابینه دولت را بر عهده دارد که شامل:
- کمیسیون ملی ایمنی عمومی
- آژانس پلیس ملی
- آژانس امور مصرف‌کنندگان
- آژانس خدمات مالی
- کمیسیون تجارت عادلانه
- کمیسیون ایمنی غذا
- آژانس خانگی امپراتوری

## وزارت خانه‌های سابق

### قبل از ۲۰۰۱
- وزارت کشور (در سال ۱۹۴۷ منسوخ شد)
- وزارت جنگ (در سال ۱۹۴۵ منسوخ شد)
- وزارت نیروی دریایی (در سال ۱۹۴۵ منسوخ شد)
- وزارت امور استعمار (ژاپن) (در سال ۱۹۴۲ منسوخ شد)
- وزارت آسیای شرقی بزرگ (در سال ۱۹۴۵ منسوخ شد)

### اصلاحات دولت مرکزی ۲۰۰۱
در نتیجه اصلاحات دولت مرکزی در سال ۲۰۰۱، بسیاری از وزارتخانه‌ها اصلاح شدند.
- وزارت تجارت و صنعت بین‌الملل (MITI) (در وزارت اقتصاد، تجارت و صنعت ادغام شد)
- وزارت ساخت و ساز (در  وزارت زمین، زیرساخت و حمل و نقل ادغام شد)
- وزارت حمل و نقل (در وزارت زمین، زیرساخت و حمل و نقل ادغام شد)
- وزارت امور داخلی (در وزارت امور داخلی و ارتباطات ادغام شد)
- وزارت پست و مخابرات (به وزارت امور داخلی و ارتباطات و ژاپن پست تقسیم شد)
- وزارت آموزش و پرورش (در وزارت آموزش، فرهنگ، ورزش، علوم و فناوری ادغام شد)
- وزارت بهداشت و رفاه (در وزارت بهداشت، کار و رفاه ادغام شد)
- وزارت کار (ژاپن) | وزارت کار (در  وزارت بهداشت، کار و رفاه ادغام شد)

## فهرست وزرای دولت
- وزیر امور داخلی و ارتباطات (総 務 大臣).
- وزیر دادگستری (法 務 大臣)
- وزیر امور خارجه ژاپن (外務 大臣)
- وزیر دفاع (防衛 大臣)
- وزیر دارایی (財務 大臣)
- وزیر آموزش، فرهنگ، ورزش، علوم و فناوری (文 部 教育 大臣)
- وزارت بهداشت، کار و رفاه (厚生 労 働 大臣)
- وزیر کشاورزی، جنگلداری و شیلات (農林 水産 大臣)
- وزیر اقتصاد، تجارت و صنعت (経 済 産業 大臣)
- وزیر زمین، زیرساخت و حمل و نقل (国土 交通 大臣)
- وزیر محیط زیست (環境 大臣)
- وزیر امور خارجه در امور اوکیناوا و سرزمینهای شمالی (内閣 府 特命 担当 大臣 - 沖 縄 及 び 北方 対 策)
- دبیر ستاد کابینه (内閣 官 房 長官)
- وزیر دولت برای برابری جنسیتی (内閣 府 特命 担当 大臣: 男女 共同 参 画)
- رئیس کمیسیون ملی ایمنی عمومی (国家 公安 委員会 委員長)
- وزیر دولت در امور جوانان و اقدامات کاهش زاد و ولد (内閣 府 特命 担当 大臣 - 青少年 育成 及 び 少子 化 対 策)
- وزیر امور خارجه برای مدیریت حوادث (内閣 府 特命 担当 大臣 - 防災)
- وزیر امور خارجه در قانون اضطراری ملی (内閣 府 特命 担当 大臣 - 有事 法制 担当)
- وزیر امور خارجه سیاست مالی (内閣 府 特命 担当 大臣 - 金融)
- وزیر امور اقتصادی و مالی دولت (内閣 府 特命 担当 大臣 - 経 済 財政 政策)
- وزیر دولت برای خصوصی‌سازی خدمات پستی (内閣 府 特命 担当 大臣 - 郵政 民 営 化 担当)
- وزیر دولت برای اصلاح مقررات (内閣 府 特命 担当 大臣 - 規 制 改革)
- وزیر دولت برای احیای مجدد صنایع ژاپن (内閣 府 特命 担当 大臣 - 産業 再生 機構)
- وزیر امور خارجه برای اصلاحات اداری (内閣 府 特命 担当 大臣 - 行政 改革 担当)
- وزیر امور خارجه در مناطق ویژه اصلاحات ساختاری (内閣 府 特命 担当 大臣 - 構造 改革 特区)
- وزیر دولت برای احیای منطقه ای (内閣 府 特命 担当 大臣 - 地域 再生 担当)
- وزیر امور خارجه در علوم و فناوری (内閣 府 特命 担当 大臣 - 科学 技術 政策)
- وزیر امور ایمنی غذا (内閣 府 特命 担当 大臣 - 食品 安全)
- وزیر امور فناوری اطلاعات (内閣 府 特命 担当 大臣 - 情報 通信 技術 （IT 担当)
- وزیر امور داخلی و ارتباطات (総 務 大臣).
- وزیر دادگستری (法 務 大臣)
- وزیر امور خارجه (外務 大臣)
- وزیر دفاع (防衛 大臣)
- وزیر دارایی (財務 大臣)
- وزیر آموزش، فرهنگ، ورزش، علوم و فناوری (文 部 教育 大臣)
- وزیر بهداشت، کار و رفاه (厚生 労 働 大臣)
- وزیر کشاورزی، جنگلداری و شیلات (農林 水産 大臣)
- وزیر اقتصاد، تجارت و صنعت (経 済 産業 大臣)
- وزیر زمین، زیرساخت و حمل و نقل (国土 交通 大臣)
- وزیر محیط زیست (環境 大臣)
- وزیر امور خارجه در امور اوکیناوا و سرزمینهای شمالی (内閣 府 特命 担当 大臣 - 沖 縄 及 び 北方 対 策)
- دبیر ستاد کابینه (内閣 官 房 長官)
- وزیر دولت برای برابری جنسیتی (内閣 府 特命 担当 大臣: 男女 共同 参 画)
- رئیس کمیسیون ملی ایمنی عمومی (国家 公安 委員会 委員長)
- وزیر دولت در امور جوانان و اقدامات کاهش زاد و ولد (内閣 府 特命 担当 大臣 - 青少年 育成 及 び 少子 化 対 策)
- وزیر امور خارجه برای مدیریت حوادث (内閣 府 特命 担当 大臣 - 防災)
- وزیر امور خارجه در قانون اضطراری ملی (内閣 府 特命 担当 大臣 - 有事 法制 担当)
- وزیر امور خارجه سیاست مالی (内閣 府 特命 担当 大臣 - 金融)
- وزیر امور اقتصادی و مالی دولت (内閣 府 特命 担当 大臣 - 経 済 財政 政策)
- وزیر دولت برای خصوصی‌سازی خدمات پستی (内閣 府 特命 担当 大臣 - 郵政 民 営 化 担当)
- وزیر دولت برای اصلاح مقررات (内閣 府 特命 担当 大臣 - 規 制 改革)
- وزیر دولت برای احیای مجدد صنایع ژاپن (内閣 府 特命 担当 大臣 - 産業 再生 機構)
- وزیر امور خارجه برای اصلاحات اداری (内閣 府 特命 担当 大臣 - 行政 改革 担当)
- وزیر امور خارجه در مناطق ویژه اصلاحات ساختاری (内閣 府 特命 担当 大臣 - 構造 改革 特区)
- وزیر دولت برای احیای منطقه ای (内閣 府 特命 担当 大臣 - 地域 再生 担当)
- وزیر امور خارجه در علوم و فناوری (内閣 府 特命 担当 大臣 - 科学 技術 政策)
- وزیر امور ایمنی غذا (内閣 府 特命 担当 大臣 - 食品 安全)
- وزیر امور فناوری اطلاعات (内閣 府 特命 担当 大臣 - 情報 通信 技術 （IT 担当)